# Šošana Persicová
Šošana Persicová (hebrejsky שושנה פרסיץ‎, rodným jménem Šošana Zlatopolská; 16. listopadu 1892 – 22. března 1969) byla sionistická aktivistka, pedagožka a izraelská politička.

## Biografie
Narodila se v roce 1892 v Kyjevě v carském Rusku (dnes Ukrajina) jako dcera Hillela Zlatopolskyho, filantropa a zakladatele Keren Hajesod. V roce 1909 se začala angažovat v organizaci „Tarbut“ (doslova „Kultura“), která se zasazovala o šíření kultury hebrejštiny v diaspoře a v roce 1917 vydala společně s manželem Jicchakem Josefem Zelikovič-Persicem publikaci „Omanut“ (doslova „Umění“). V roce 1920 byla delegátkou na Sionistickém kongresu v Londýně. Studovala na univerzitách v Moskvě a Paříži a doktorát z literatury získala na Sorbonně.
V roce 1925 podnikla aliju do mandátní Palestiny. V letech 1926 až 1935 byla členkou telavivské městské rady, vedla školský odbor a zároveň byla členkou komise sionistické federace a členkou školského odboru Vaad Leumi. Byla předsedkyní kontrolního výboru všeobecného školského systému a v letech 1948 až 1954 předsedkyní ženské organizace Všeobecných sionistů.
Poprvé byla do izraelského parlamentu (Knesetu) zvolena v roce 1949, podruhé v roce 1951 a potřetí v roce 1955. Pokaždé kandidovala za Všeobecné sionisty a během svého funkčního období byla předsedkyní komise pro školství a kulturu.
Zemřela v roce 1969. Její dcera Jemina Milo byla divadelní herečka, režisérka, pedagožka a jedna ze zakladatelek divadla Cameri. Druhá dcera Šulamit se provdala za Geršoma Šokena, politika a redaktora deníku Haaretz.

## Ocenění
V roce 1968 jí byla udělena Izraelská cena za přínos v oblasti vzdělání.